# Грегорини, Доменико
Доменико Паоло Грегорини (итал. Domenico Paolo Gregorini, 21 августа 1692, Рим — 7 февраля 1777, Рим) — архитектор позднего итальянского барокко, известность которого в основном связана с реконструкцией базилики Санта-Кроче-ин-Джерусалемме в Риме.

## Биография
Доменико был сыном римского архитектора и инженера Лудовико Грегорини (1661—1723), обучался в мастерской своего отца. Его товарищем и соучеником был Пьетро Пассалаква, племянник знаменитого архитектора Филиппо Юварры. Доменико Грегорини и Пьетро Пассалаква тесно сотрудничали всю жизнь, настолько, что непросто различить вклад того или другого в ту или иную постройку.
Благодаря поддержке отца Доменико Грегорини в 1713 году был назначен «начальником дорог» (sottomaestro delle Strade) районов Понте и Регола, а в 1714 году — ворот Сан-Себастьяно, Сан-Джованни и Порта-Латина в Риме. В 1713 году Доменико Грегорини выиграл первый приз на Конкурсе Клементино Академии Святого Луки за «Скинию для главного алтаря». В 1722 году был принят в Конгрегацию виртуозов Пантеона, регентом которой он будет в 1728, 1760 и 1769 годах. В 1748 году Грегорини стал членом Академии Святого Луки. После смерти отца 11 ноября 1723 года он унаследовал его незавершённые работы, в том числе строительство Палаццо Сфорца Чезарини в Дженцано-ди-Рома и Палаццо Санта-Кроче в Риме.
В круге придворных кардинала Пьетро Оттобони архитектор Грегорини, среди прочего, получил возможность углубить свои навыки в области сценографии, театральных представлений, устройства празднеств с фейерверками. Для Оттобони вместе с Пьетро Пассалаква и Лудовико Рускони Сасси, доверенным архитектором кардинала, Грегорини выполнял многие архитектурные работы по обустройству зданий в Фиано, епископских дворцов Альбано и Веллетри. После смерти Рускони Сасси в 1736 году Грегорини сменил его на посту доверенного архитектора кардинала. Грегорини также получал задания от кардинала Помпео Альдрованди, в то время губернатора Рима. Для Альдрованди он выполнил реконструкцию театра Тординона (1733) и «Легнара Клементина» (1734—1735), склада лесных запасов (более не существует).
Однако имя архитектора Грегорини по-прежнему связано, прежде всего, с обновлением базилики Санта-Кроче-ин-Джерусалемме (1741—1744), древней церкви, восстановление которой было одним из последних великих начинаний Рима в стиле барокко. Главный фасад церкви приобрёл существующий облик в стиле позднего римского барокко при Папе Бенедикте XIV в 1740—1758 годах. Папа поручил работу Пьетро Пассалаква и Доменико Грегорини. Они создали эффектный вогнутый фасад, ассоциирующийся со знаменитой «волной» фасада церкви Сан-Карло алле Куатро Фонтане работы Ф. Борромини. Огромное овальное окно в центре, раскрепованные пилястры, статуи на балюстраде и причудливое навершие фронтона придают церкви уникальный образ.
Грегорини также проектировал новый реликварий для церкви Сан-Рокко, выполнял второстепенные задания для монастыря Кончеционе в Кампо Марцио (на Марсовом поле; 1766, 1768). О профессиональных затруднениях последних лет свидетельствует просьба о помощи, направленная в ноябре 1772 года в Академию Святого Луки. Получив финансовую помощь и выздоровев, он присутствовал в конгрегациях Академии до 1774 года. Архитектор умер 7 февраля 1777 года, в возрасте восьмидесяти пяти лет в доме на Виа деи Банки.